# Laghi dell'Alberta

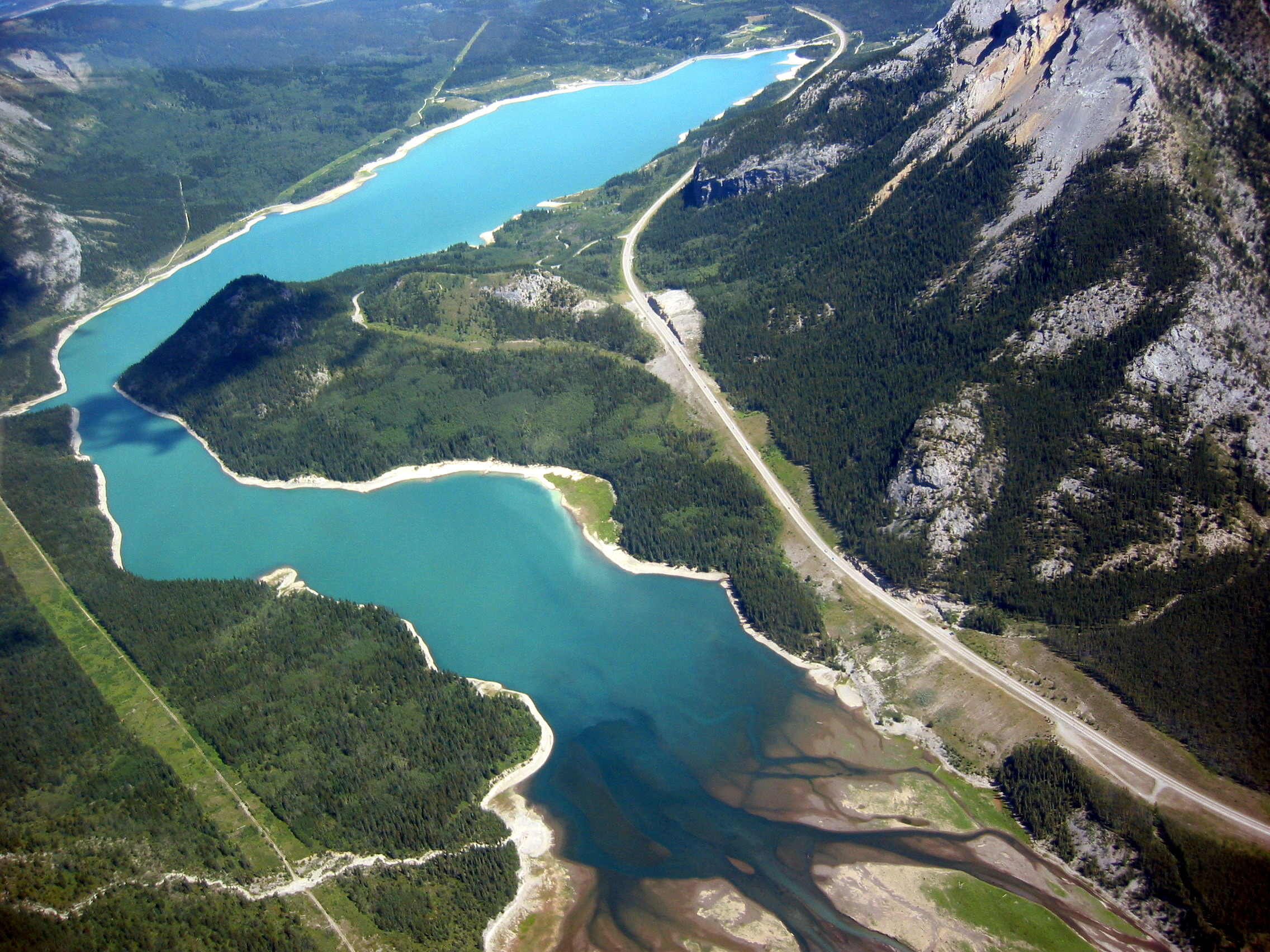
Lago Barrier

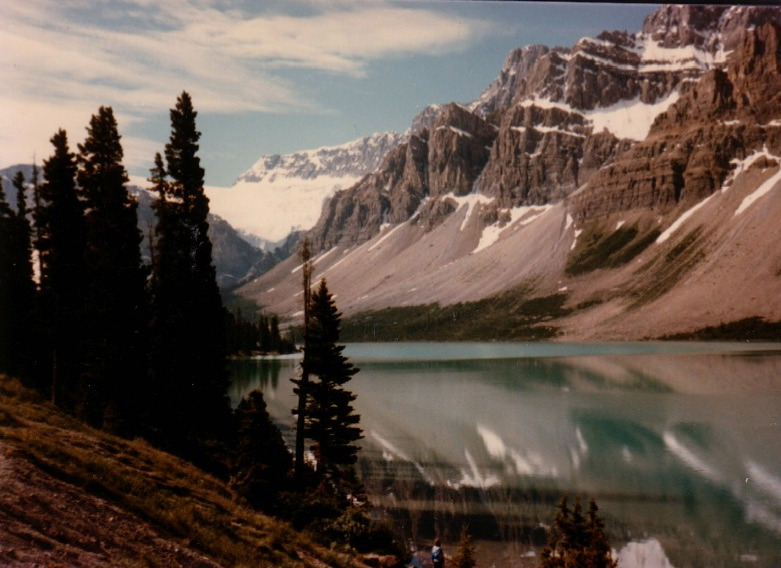
Lago Bow

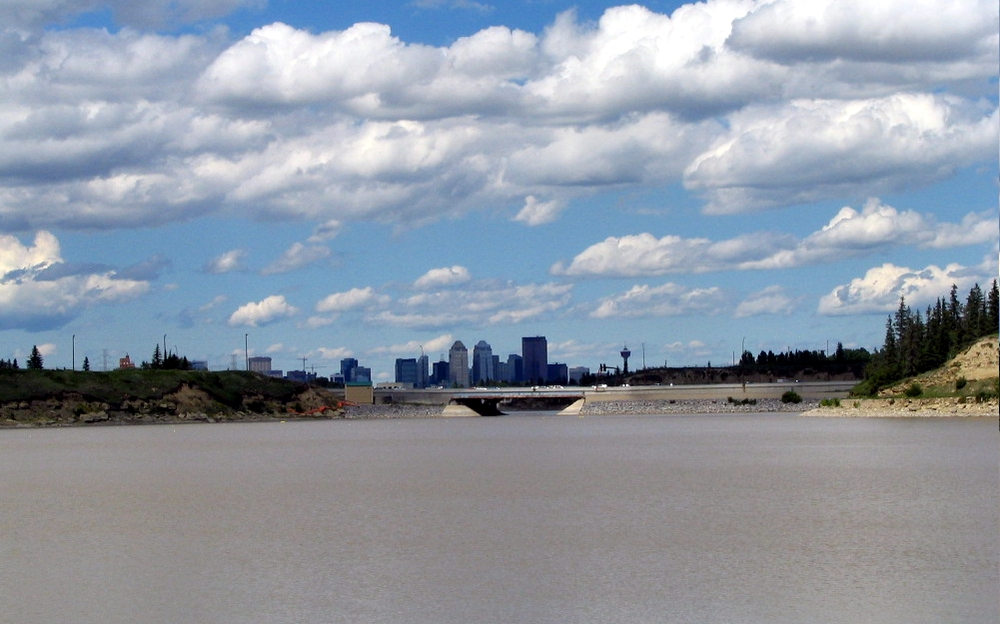
Glenmore Reservoir

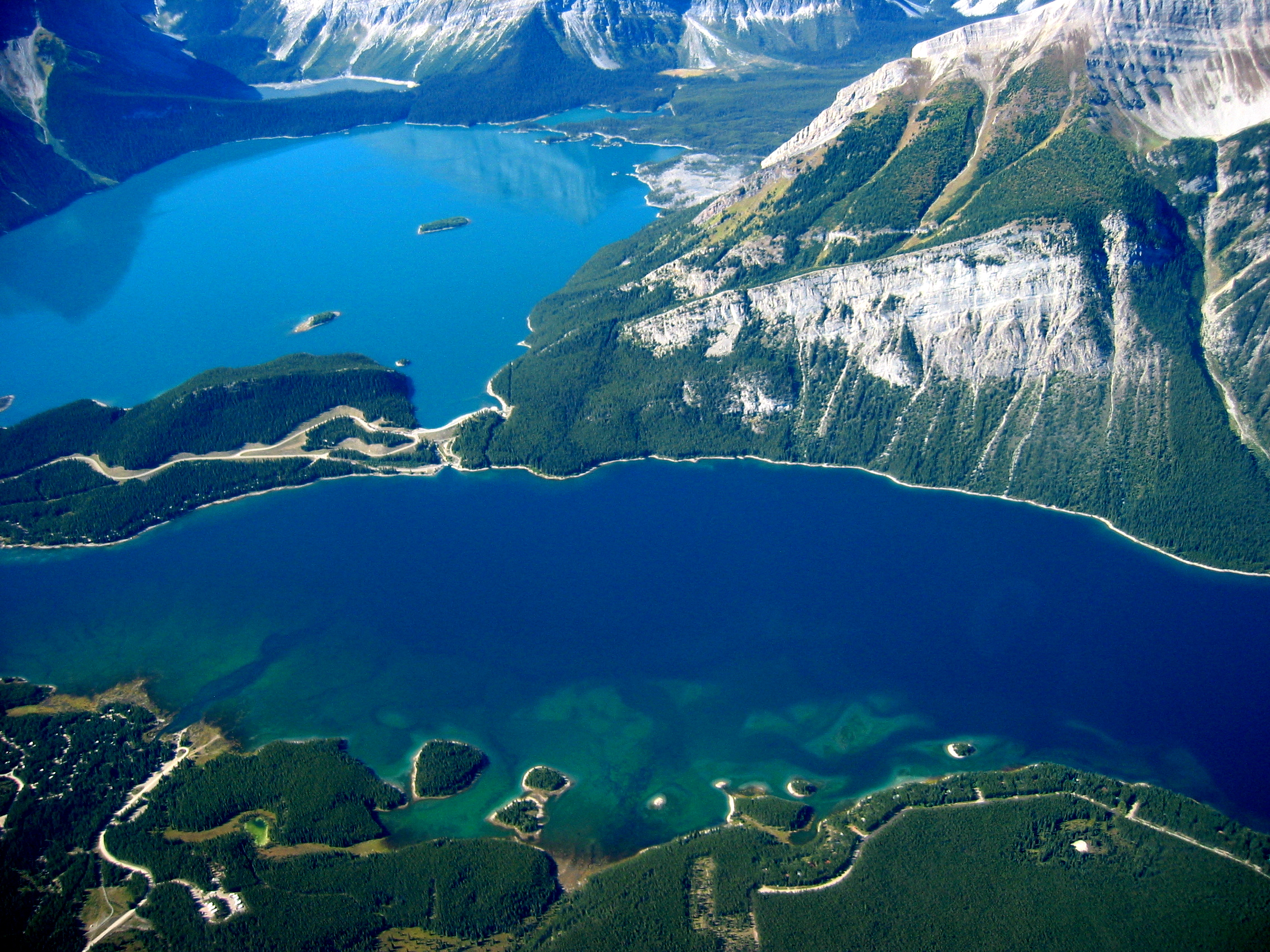
Alto e Basso Lago Kananaskis

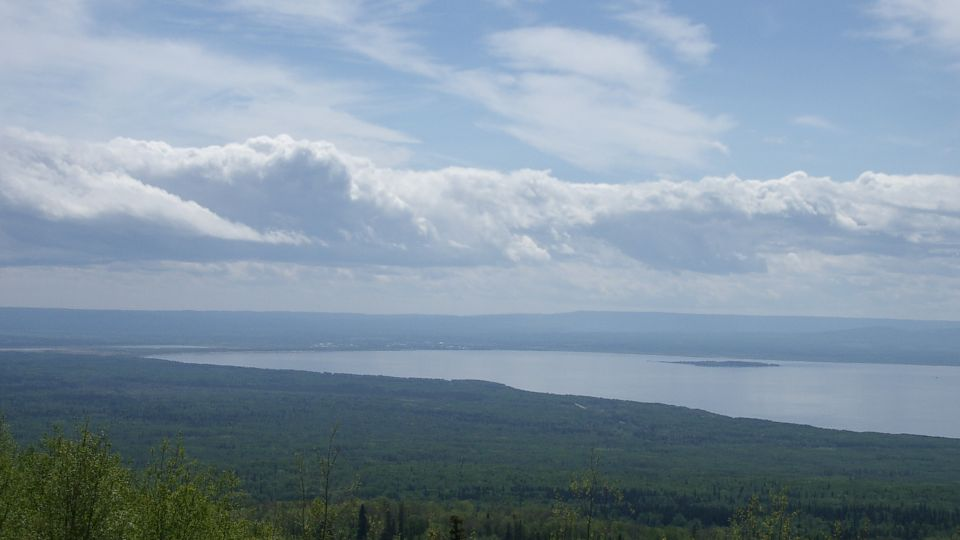
Piccolo Lago degli Schiavi

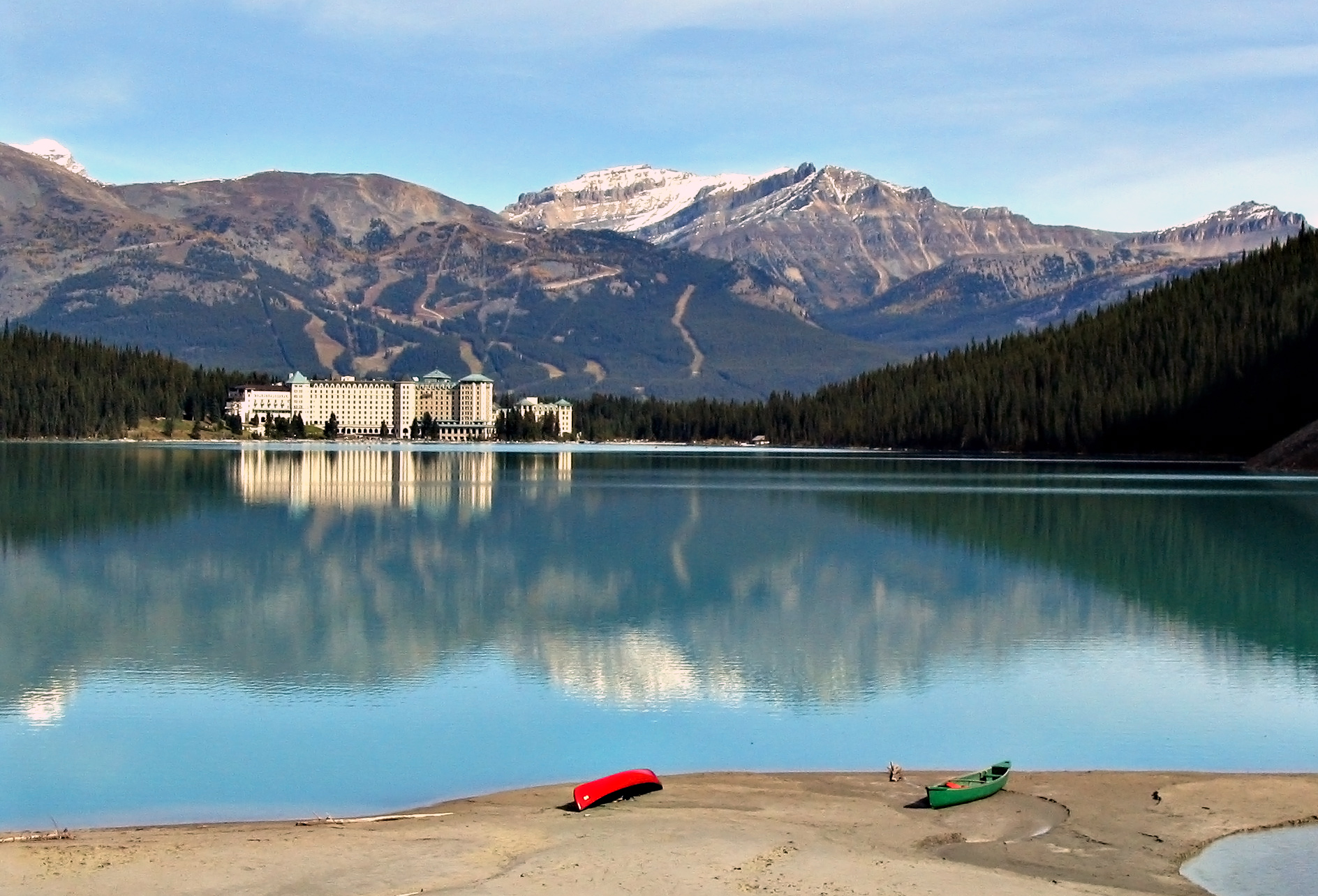
Lago Louise

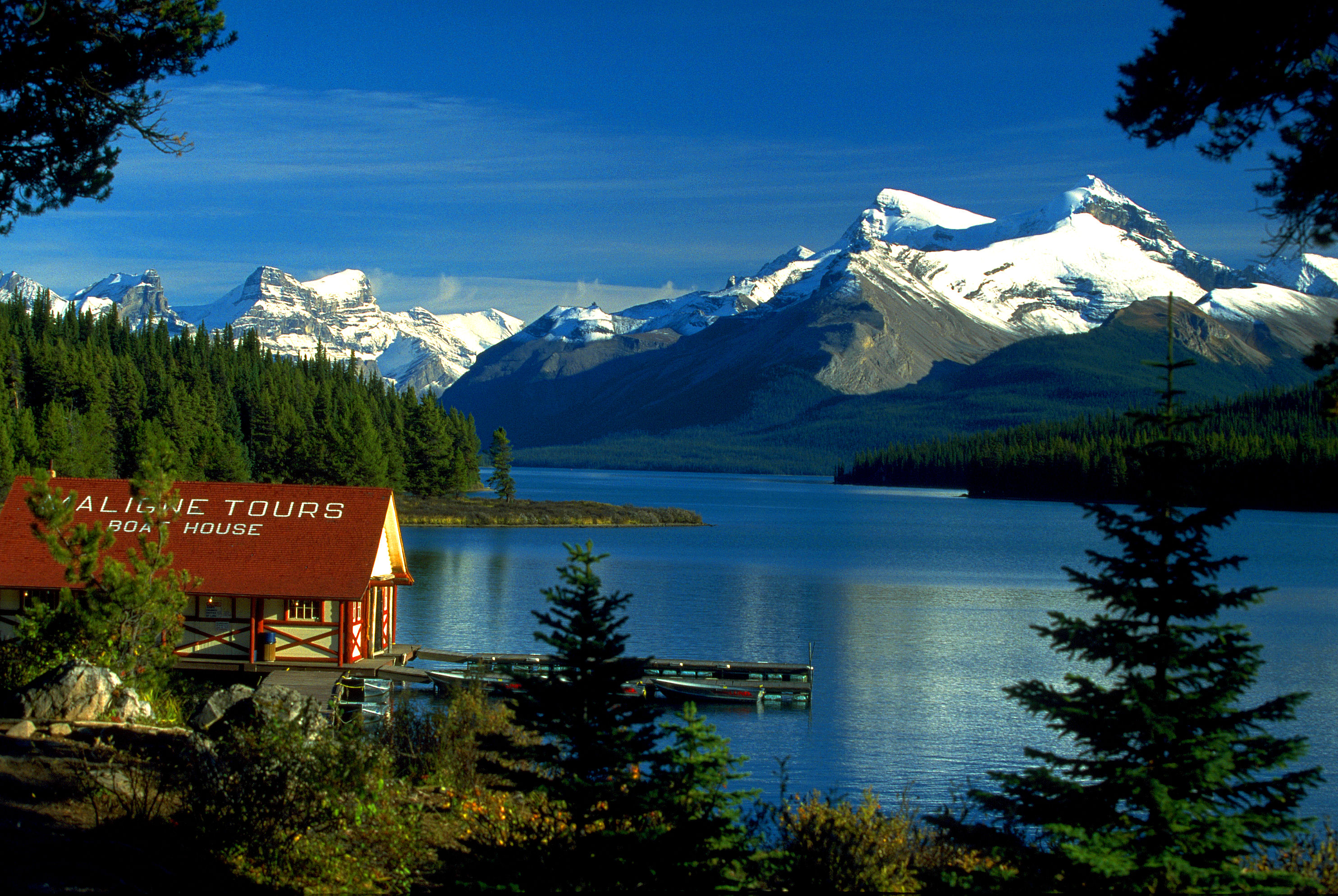
Lago Maligne

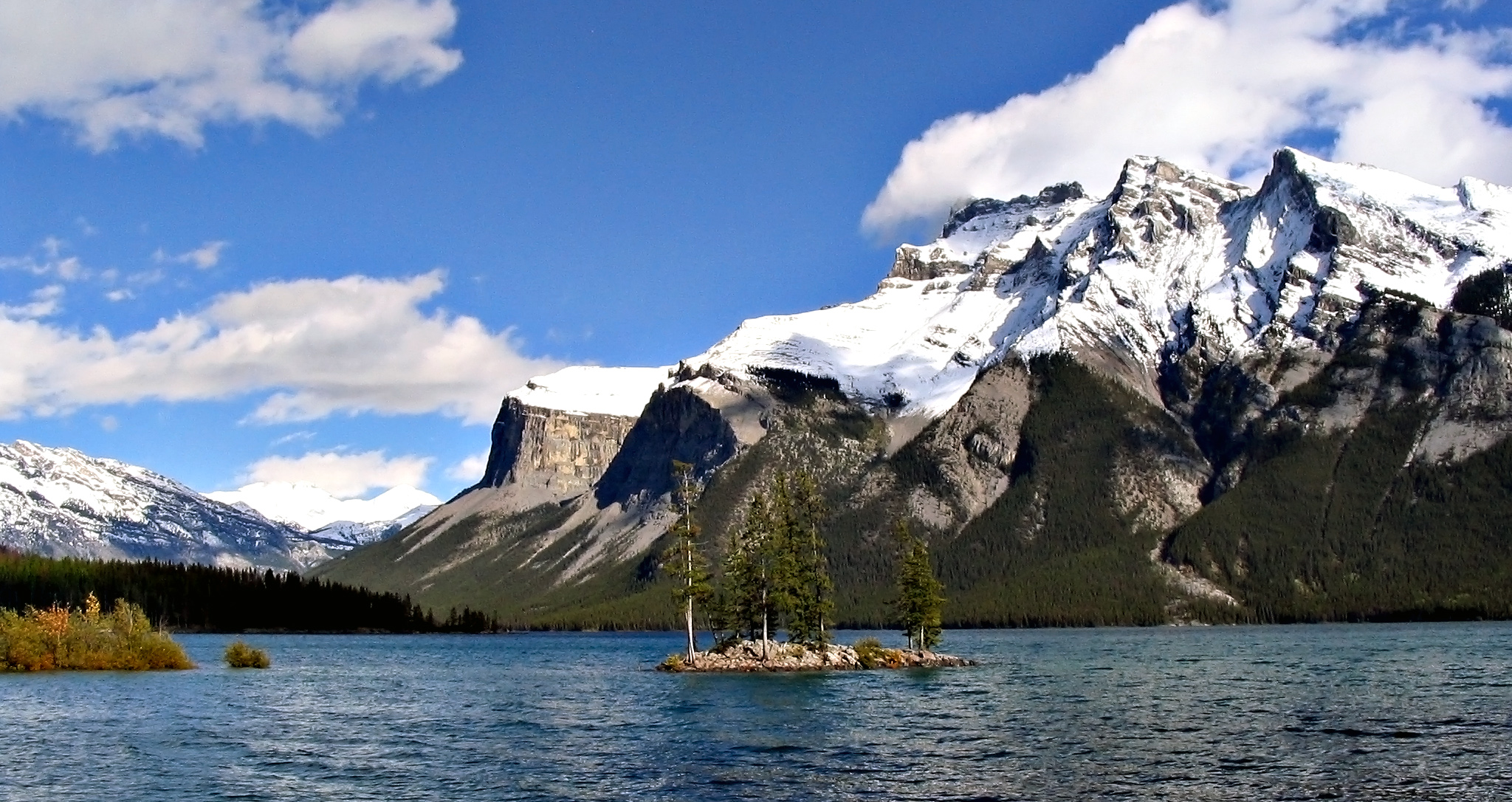
Lago Minnewanka

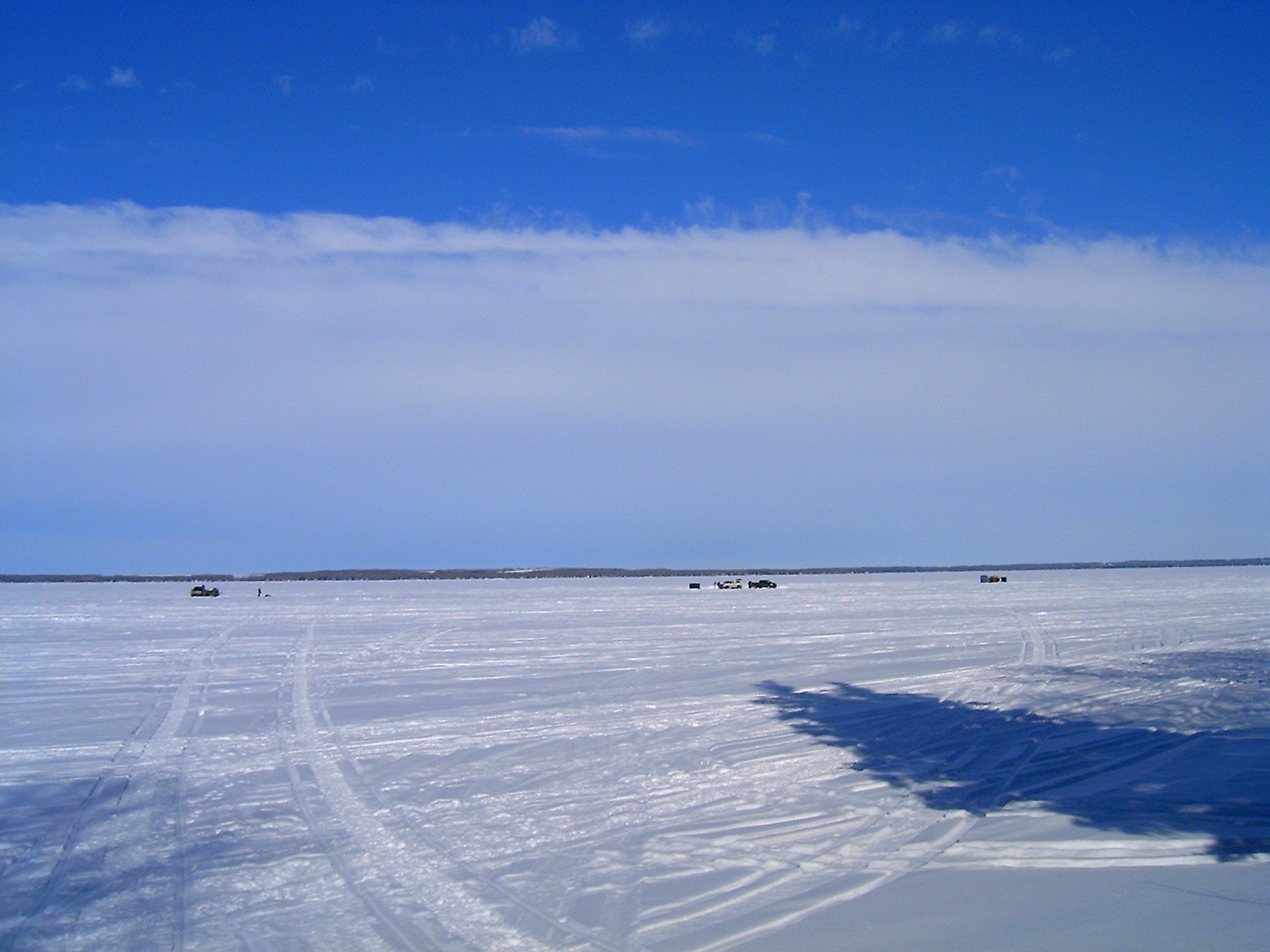
Lago Pigeon

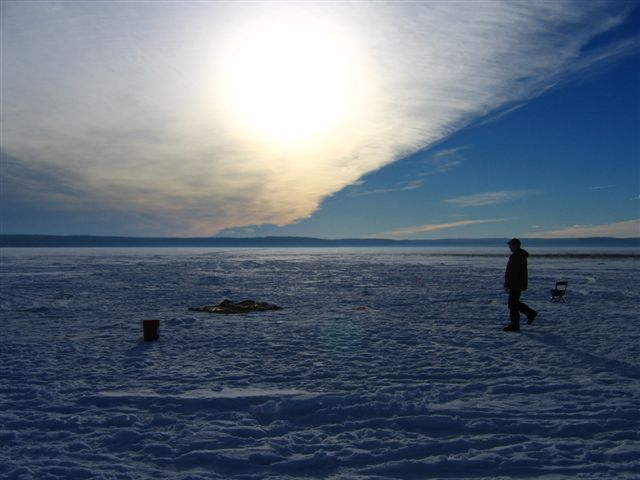
Lago Pinehurst

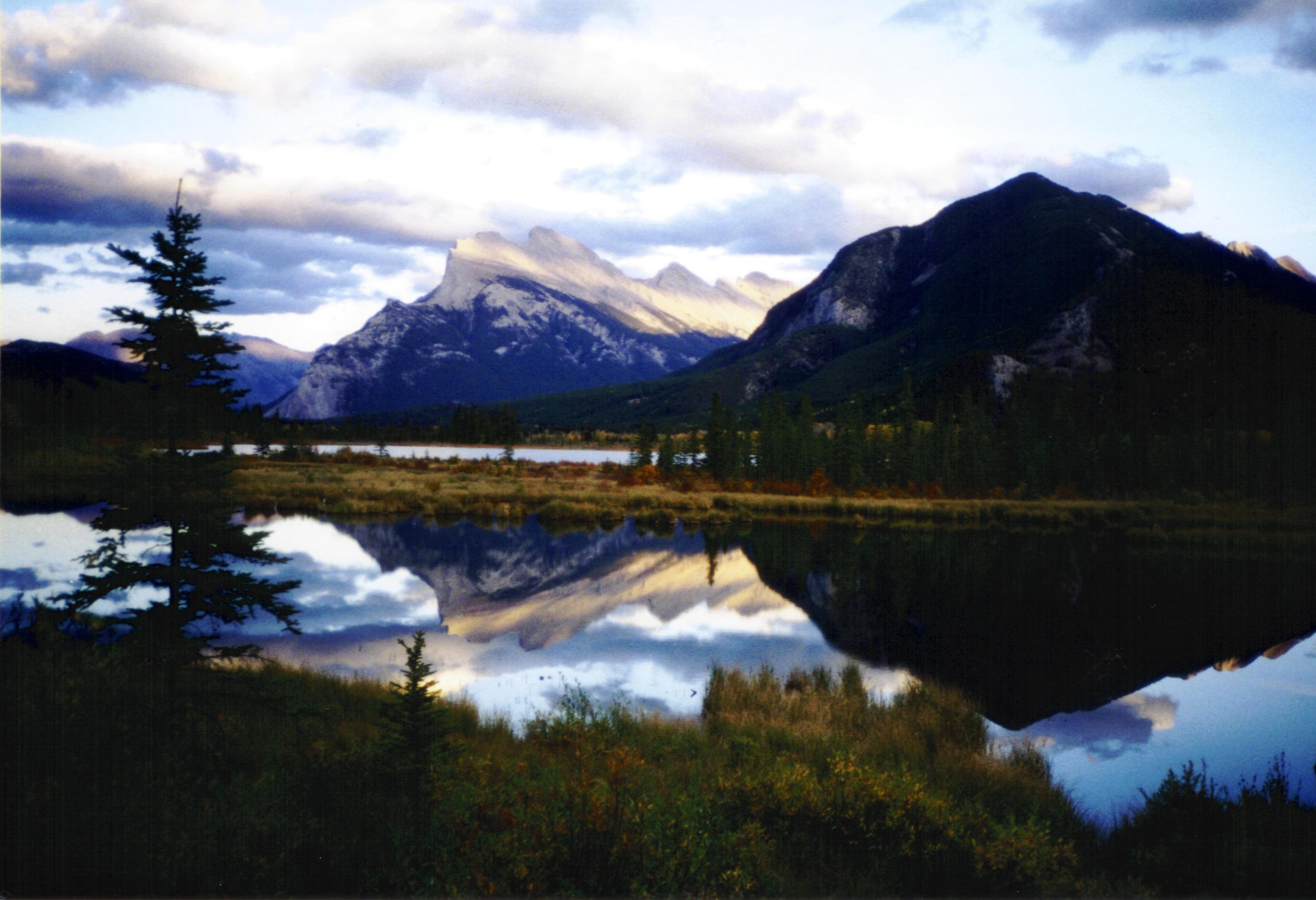
Laghi Vermilion

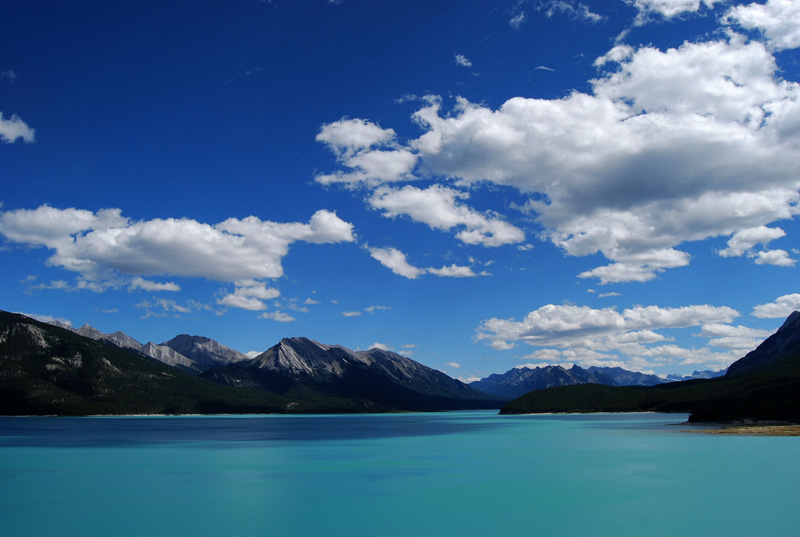
Lago Abraham

La maggior parte dei laghi dell'Alberta si sono formati durante l'ultima glaciazione, circa 12.000 anni fa. Sono presenti diversi tipi di laghi: dai laghi di origine glaciale nella zona delle Montagne Rocciose Canadesi, i piccoli e poco profondi laghi delle praterie, i laghi della foresta boreale nel Nord della provincia, ai grandi laghi dalle spiagge sabbiose delle pianure centrali.
La distribuzione dei laghi nella provincia dell'Alberta è irregolare, si presentano in maggior numero nell'umido Nord-Est e nella Lakeland Region, a discapito delle regioni secche del Sud-Est.

## I principali bacini
| N.  | Lago                       | Superficie |
| --- | -------------------------- | ---------- |
| 1°  | Lago Athabasca             | 7.850      |
| 2°  | Lago Claire                | 1.436      |
| 3°  | Piccolo Lago degli Schiavi | 1.160      |
| 4°  | Lago Bistcho               | 426        |
| 5°  | Lago Utikuma               | 295        |
| 6°  | Lago Cold                  | 280        |
| 7°  | Lac La Biche               | 236        |
| 8°  | Lago Beaverhill            | 139        |
| 9°  | Lago Calling               | 134        |
| 10° | Lago Winefred              | 123        |

## Elenco dei laghi dell'Alberta
| Lago                       | Bacino fluviale     | Bacino idrografico | Superficie (km²) | Note                                                       |
| -------------------------- | ------------------- | ------------------ | ---------------- | ---------------------------------------------------------- |
| Lago Abraham               | North Saskatchewan  | Baia di Hudson     | 53,7             | bacino artificiale                                         |
| Lago Agnes                 | fiume Bow           | Baia di Hudson     | 0,5              | lago di origine glaciale                                   |
| Lago Amisk                 | fiume Beaver        | Baia di Hudson     | 5,3              |                                                            |
| Lago Athabasca             | fiume degli Schiavi | Oceano Artico      | 7850,0           | per due terzi nel Saskatchewan                             |
| Lago Baptiste              | fiume Athabasca     | Oceano Artico      | 9,8              |                                                            |
| Lago Barrier               | fiume Kananaskis    | Baia di Hudson     | 2,6              | bacino artificiale                                         |
| Lago Battle                | fiume Battle        | Baia di Hudson     | 4,6              |                                                            |
| Lago Beauvais              | fiume Oldman        | Baia di Hudson     | 0,9              |                                                            |
| Lago Beauvert              | fiume Athabasca     | Oceano Artico      | 0,4              |                                                            |
| Lago Beaver                | fiume Beaver        | Baia di Hudson     | 33,1             |                                                            |
| Lago Beaverhill            | North Saskatchewan  | Baia di Hudson     | 139,0            |                                                            |
| Lago Bistcho               | fiume Petitot       | Oceano Artico      | 426,0            |                                                            |
| Lago Bonnie                | North Saskatchewan  | Baia di Hudson     | 3,7              |                                                            |
| Lago Bow                   | fiume Bow           | Baia di Hudson     | 3,2              | lago di origine glaciale                                   |
| Lago Brule                 | fiume Athabasca     | Oceano Artico      | 14,5             | lago formato lungo il fiume Athabasca                      |
| Lago Buffalo               | Red Deer            | Baia di Hudson     | 93,5             |                                                            |
| Lago Calling               | fiume Athabasca     | Oceano Artico      | 134,0            |                                                            |
| Lago Cardinal              | fiume Peace         | Oceano Artico      | 50,0             |                                                            |
| Lago Chester               | fiume Spray         | Baia di Hudson     | 0,5              | lago di origine glaciale                                   |
| Lago Chestermere           | fiume Bow           | Baia di Hudson     | 2,7              | bacino artificiale                                         |
| Lago Chip                  | Lobstick River      | Oceano Artico      | 73,0             |                                                            |
| Lago Claire                | fiume Peace         | Oceano Artico      | 1436,0           | il più grande completamente nell'Alberta                   |
| Lago Cold                  | fiume Beaver        | Baia di Hudson     | 373,0            | parzialmente nel Saskatchewan                              |
| Lago Elbow                 | fiume Elbow         | Baia di Hudson     | 0,5              |                                                            |
| Lago Elkwater              | South Saskatchewan  | Baia di Hudson     | 2,3              |                                                            |
| Lago Ghost                 | fiume Bow           | Baia di Hudson     | 11,6             | bacino artificiale                                         |
| Glenmore Reservoir         | fiume Elbow         | Baia di Hudson     | 3,8              | bacino artificiale                                         |
| Lago Gregoire              | fiume Athabasca     | Oceano Artico      | 25,8             |                                                            |
| Lago Gull                  | Red Deer            | Baia di Hudson     | 80,6             |                                                            |
| Laghi Headwall             | fiume Kananaskis    | Baia di Hudson     | 0,7              | lago di origine glaciales (0,45+0,21 km²)                  |
| Lago Hector                | fiume Bow           | Baia di Hudson     | 5,2              | lago di origine glaciale                                   |
| Lago Hidden                | fiume Bow           | Baia di Hudson     | 0,4              | lago di origine glaciale                                   |
| Hoselaw                    | North Saskatchewan  | Baia di Hudson     | 0,4              |                                                            |
| Lago Jessie                | fiume Beaver        | Baia di Hudson     | 5,5              |                                                            |
| Laghi Kananaskis           | fiume Kananaskis    | Baia di Hudson     | 14,4             |                                                            |
| Lac La Biche               | fiume Beaver        | Baia di Hudson     | 236,0            |                                                            |
| Lac La Nonne               | fiume Pembina       | Oceano Artico      | 12,3             |                                                            |
| Piccolo Lago degli Schiavi | fiume degli Schiavi | Oceano Artico      | 1160,0           | secondo per grandezza completamente nell'Alberta           |
| Lago Louise                | fiume Bow           | Baia di Hudson     | 0,8              | lago di origine glaciale                                   |
| Lago Maligne               | fiume Bow           | Oceano Artico      | 19,7             | lago di origine glaciale                                   |
| Lago McGregor              | fiume Bow           | Baia di Hudson     | 51,4             |                                                            |
| Lago Medicine              | fiume Athabasca     | Oceano Artico      | 3,7              |                                                            |
| Milk Reservoir             | fiume Milk          | Golfo del Messico  | 14,0             | bacino artificiale                                         |
| Lago Minnewanka            | fiume Bow           | Baia di Hudson     | 21,5             | lago di origine glaciale allargato da una diga             |
| Lago Moose                 | fiume Beaver        | Baia di Hudson     | 40,8             |                                                            |
| Lago Moraine               | fiume Bow           | Baia di Hudson     | 0,5              | lago di origine glaciale                                   |
| Lago Muriel                | fiume Beaver        | Baia di Hudson     | 64,1             |                                                            |
| Lago Pakowki               | fiume Milk          | Golfo del Messico  | 123,7            | più vasto del Sud Alberta                                  |
| Lago Peerless              | fiume Peace         | Oceano Artico      | 82,6             |                                                            |
| Lago Peyto                 | fiume Mistaya       | Baia di Hudson     | 1,4              | lago di origine glaciale                                   |
| Lago Pigeon                | fiume Battle        | Baia di Hudson     | 96,7             |                                                            |
| Lago Pinehurst             | fiume Sand          | Baia di Hudson     | 35,4             |                                                            |
| Lago Primrose              | fiume Beaver        | Baia di Hudson     | 448,0            | per gran parte nel Saskatchewan, di cui 18 km² nel Alberta |
| Lago Pyramid               | fiume Athabasca     | Oceano Artico      | 1,2              |                                                            |
| Lago Deer                  | fiume Battle        | Baia di Hudson     |                  |                                                            |
| Lago Sikome                | fiume Bow           | Baia di Hudson     | 0,4              | lago ricreativo artificiale di Calgary                     |
| Lago Skeleton              | fiume Beaver        | Baia di Hudson     | 7,9              |                                                            |
| Lac Ste Anne               | North Saskatchewan  | Baia di Hudson     | 54,5             |                                                            |
| Lago Stirling              | Milk River          | Golfo del Messico  | 5,9              |                                                            |
| Lago Sturgeon              | Smoky River         | Oceano Artico      | 49,1             |                                                            |
| Lago Sylvan                | Red Deer            | Baia di Hudson     | 42,8             |                                                            |
| Lago Utikuma               | fiume Peace         | Oceano Artico      | 295,0            |                                                            |
| Laghi Vermilion            | fiume Bow           | Baia di Hudson     | 0,5              | serie di laghi lungo il fiume Bow                          |
| Lago Wabamun               | North Saskatchewan  | Baia di Hudson     | 81,8             |                                                            |
| Laghi Wabasca              | fiume Wabasca       | Oceano Artico      | 161,0            | South e North Wabasca (61,6+99,4 km²)                      |
| Lago Waterton              | fiume Oldman        | Baia di Hudson     | 11,6             | in parte nel Montana                                       |
| Lago Winefred              | fiume Clearwater    | Oceano Artico      | 122,8            |                                                            |
| Lago Wizard                | North Saskatchewan  | Baia di Hudson     | 2,5              |                                                            |
| Lago Zama                  | fiume Hay           | Oceano Artico      | 55,5             |                                                            |